# Плоскі черви
Пло́скі че́рви (Platyhelminthes) — тип двобічно-симетричних тварин.
Загальна характеристика типу:
- Тришарові багатоклітинні тварини
- Двобічна симетрія тіла
- Несегментовані
- Ацеломічні (паренхімні)
- Центральна нервова система на передньому кінці; дуже проста нервова сітка; ганглії
- Органи чуття: світлочутливі вічка, органи рівноваги (статоцисти), нюху, дотику (сенсіли — нерухомі війки, до яких підходять нервові закінчення) — розвинені переважно у видів, які живуть вільно.
- Видільна система утворена розгалуженими трубочками, які закінчуються полум'яними клітинами (протонефридії)
- Сплощені в дорсовентральному напрямку.
- Ротовий отвір і сліпо замкнутий травний канал, диференційованій на два відділи — глотку і розгалужений кишківник.
- Гермафродити, статева система добре розвинена. Запліднення внутрішнє, може бути перехресне або самозапліднення.
- Звичайно є личинкові стадії (у паразитичних) — непрямий розвиток. А у вільноживучих — прямий.
- Є шкірно-м'язовий мішок.
- Дихальна система відсутня. Кисень надходить до клітин через покриви тіла.

Плоскі черви живуть у прісних і морських водоймах, у вологій підстилці тропічних лісів, ведуть паразитичний спосіб життя. Для них характерне плоске двобічно-симетричне листоподібне або стрічкоподібне тіло. За рівнем організації плоскі черви стоять дещо вище кишковопорожнинних. У них є покривна, м'язова, травна, видільна, нервова, статева системи органів, що розвиваються з трьох зародкових листків (ектодерми, ентодерми, мезодерми).
Відомо близько 15 тис. видів плоских червів. Найчисельнішими є класи Турбелярії, Трематоди і Цестоди.
Вільноіснуючі плоскі черви — переважно хижаки. Паразитуючі черви живляться або шляхом всмоктування живильних речовин за допомогою ротової присоски, або вбирають їх всією поверхнею тіла осмотичним шляхом.
Вільноіснуючі плоскі черви пересуваються поповзом або вплав. Цьому сприяють шкірно-м'язовий мішок і війки. Паразитуючі черви при пересуванні можуть користуватися присосками (пересуваються за типом гусениці-землеміра). Стрічкові черв'яки використовують перистальтику шкірно-м'язового мішка.
Плоскі черви є найпримітивнішими двосторонньо-симетричними тваринами[джерело?].